# Nuoto ai campionati mondiali di nuoto 2022 - Staffetta 4x100 metri stile libero maschile
La gara di nuoto della staffetta 4x100 metri stile libero maschile dei campionati mondiali di nuoto 2022 è stata disputata il 18 giugno 2022 presso la Duna Aréna di Budapest. Vi hanno preso parte 18 squadre nazionali.
La competizione è stata vinta dalla squadra statunitense, formata da Caeleb Dressel, Ryan Held, Justin Ress e Brooks Curry, mentre l'argento e il bronzo sono andati rispettivamente alla squadra australiana, formata da William Yang, Matthew Temple, Jack Cartwright e Kyle Chalmers, e a quella italiana, formata da Alessandro Miressi, Thomas Ceccon, Lorenzo Zazzeri e Manuel Frigo.

## Podio
| Posizione | Nazione     | Atleti                                                              |
| --------- | ----------- | ------------------------------------------------------------------- |
| Oro       | Stati Uniti | Caeleb Dressel Ryan Held Justin Ress Brooks Curry Hunter Armstrong* |
| Argento   | Australia   | William Yang Matthew Temple Jack Cartwright Kyle Chalmers           |
| Bronzo    | Italia      | Alessandro Miressi Thomas Ceccon Lorenzo Zazzeri Manuel Frigo       |

* Indica i nuotatori che hanno preso parte solo alle batterie

## Programma
| Data           | Ora (UTC+2) | Turno    |
| -------------- | ----------- | -------- |
| 18 giugno 2022 | 11:29       | Batterie |
| 18 giugno 2022 | 19:36       | Finale   |

## Record
Prima della competizione il record del mondo e il record dei campionati erano i seguenti:
| Record mondiale       | 3'08"24 | Stati Uniti Michael Phelps (47"51) Garrett Weber-Gale (47"02) Cullen Jones (47"65) Jason Lezak (46"06) | 11 agosto 2008 Pechino, Cina          |
| Record dei campionati | 3'09"06 | Stati Uniti Caeleb Dressel (47"63) Blake Pieroni (47"49) Zachary Apple (46"86) Nathan Adrian (47"08)   | 21 luglio 2019 Gwangju, Corea del Sud |

Nel corso della competizione non sono stati migliorati.

## Risultati

### Batterie
| Pos. | Batteria | Corsia | Nazione       | Atleti | Tempo   | Note |
| ---- | -------- | ------ | ------------- | --- | ------- | ---- |
| 1    | 2        | 4      | Stati Uniti   | Hunter Armstrong (48"34) Ryan Held (47"13) Justin Ress (47"57) Brooks Curry (47"76)                                     | 3'10"80 | Q    |
| 2    | 2        | 5      | Australia     | William Yang (48"63) Matthew Temple (48"40) Jack Cartwright (47"83) Kyle Chalmers (47"11)                               | 3'11"97 | Q    |
| 3    | 2        | 3      | Ungheria      | Szebasztián Szabó (48"61) Kristóf Milák (47"36) Richárd Bohus (48"71) Nándor Németh (47"70)                             | 3'12"38 | Q    |
| 4    | 1        | 3      | Gran Bretagna | Lewis Burras (48"69) James Guy (48"29) Matthew Richards (47"99) Jacob Whittle (47"58)                                   | 3'12"55 | Q    |
| 5    | 1        | 5      | Canada        | Ruslan Gaziev (48"78) Yuri Kisil (48"75) Javier Acevedo (48"27) Joshua Liendo (47"28)                                   | 3'13"08 | Q    |
| 6    | 1        | 4      | Italia        | Alessandro Miressi (48"32) Thomas Ceccon (49"00) Lorenzo Zazzeri (47"95) Manuel Frigo (47"86)                           | 3'13"13 | Q    |
| 7    | 2        | 6      | Brasile       | Gabriel Santos (49"04) Marcelo Chierighini (48"07) Felipe Souza (48"74) Vinicius Assunção (47"91)                       | 3'13"76 | Q    |
| 8    | 2        | 2      | Serbia        | Velimir Stjepanović (48"98) Uroš Nikolić (48"93) Andrej Barna (47"25) Nikola Aćin (49"10)                               | 3'14"26 | Q    |
| 9    | 2        | 7      | Israele       | Tomer Frankel (49"08) Gal Cohen Groumi (48"28) Denis Loktev (48"86) Meiron Cheruti (49"13)                              | 3'15"35 |      |
| 10   | 2        | 8      | Cina          | Yang Jintong (49"39) Hou Yujie (50"07) Hong Jinquan (48"28) Pan Zhanle (47"65)                                          | 3'15"39 |      |
| 11   | 1        | 2      | Svezia        | Björn Seeliger (49"06) Isak Eliasson (48""46) Robin Hanson (48"45) Elias Persson (49"49)                                | 3'15"46 |      |
| 12   | 1        | 8      | Corea del Sud | Hwang Sun-woo (48"07) Lee Yoo-yeon (49"09) Kim Ji-hun (49"23) Kim Min-joon (49"29)                                      | 3'15"68 |      |
| 13   | 1        | 6      | Grecia        | Odysseus Meladinis (49"34) Stergios Bilas (48"87) Evangelos Makrygiannis (49"88) Dimitrios Markos (49"74)               | 3'17"83 |      |
| 14   | 1        | 0      | Singapore     | Quah Zheng Wen (49"25) Jonathan Tan (49"08) Mikkel Lee (49"99) Darren Chua (50"44)                                      | 3'18"76 |      |
| 15   | 1        | 7      | Egitto        | Youssef Ramadan (48"90) Marwan El-Kamash (50"08) Abdelrahman Sameh (50"88) Mohamed Samy (49"60)                         | 3'19"46 |      |
| 16   | 1        | 1      | Thailandia    | Dulyawat Kaewsriyong (50"67) Tonnam Kanteemool (51"95) Ratthawit Thammananthachote (53"19) Navaphat Wongcharoen (51"04) | 3'26"85 |      |
| 17   | 2        | 1      | Vietnam       | Trần Hưng Nguyên (51"85) Hồ Nguyễn Duy Khoa (53"47) Hoàng Quý Phước (50"56) Nguyễn Hữu Kim Sơn (52"32)                  | 3'28"20 |      |
| -    | 2        | 0      | Hong Kong     | Nicholas Lim (52"08) Ian Ho Lau Shiu Yue Cheuk Ming Ho                                                                  | -       | dq   |

### Finale
| Pos.    | Corsia | Nazione       | Atleti                                                                                            | Tempo   | Note |
| ------- | ------ | ------------- | ------------------------------------------------------------------------------------------------- | ------- | ---- |
| Oro     | 4      | Stati Uniti   | Caeleb Dressel (47"67) Ryan Held (46"99) Justin Ress (47"48) Brooks Curry (47"20)                 | 3'09"34 |      |
| Argento | 5      | Australia     | William Yang (48"41) Matthew Temple (48"17) Jack Cartwright (47"62) Kyle Chalmers (46"60)         | 3'10"80 |      |
| Bronzo  | 7      | Italia        | Alessandro Miressi (48"38) Thomas Ceccon (47"57) Lorenzo Zazzeri (47"35) Manuel Frigo (47"65)     | 3'10"95 |      |
| 4       | 6      | Gran Bretagna | Lewis Burras (48"09) Jacob Whittle (47"91) Matt Richards (48"19) Thomas Dean (46"95)              | 3'11"14 |      |
| 5       | 3      | Ungheria      | Nándor Németh (47"97) Szebasztián Szabó (47"37) Richárd Bohus (49"01) Kristóf Milák (46"89)       | 3'11"24 |      |
| 6       | 2      | Canada        | Joshua Liendo (47"87) Ruslan Gaziev (48"02) Javier Acevedo (47"97) Yuri Kisil (48"13)             | 3'11"99 |      |
| 7       | 1      | Brasile       | Gabriel Santos (48"63) Marcelo Chierighini (47"77) Felipe Souza (48"18) Vinicius Assunção (47"63) | 3'12"21 |      |
| 8       | 8      | Serbia        | Velimir Stjepanović (48"99) Andrej Barna (47"06) Uroš Nikolić (48"65) Nikola Aćin (49"13)         | 3'13"83 |      |